# 沖縄自由民主党
沖縄自由民主党（おきなわじゆうみんしゅとう）は、アメリカ施政権下の沖縄における保守政党。日本本土の自由民主党に相当する政党である。
沖縄自由民主党の前身である琉球民主党（1952年～1959年）や、途中で名称変更した民主党（1964年～1967年）についても、本項で扱うこととする。

## 概要

### 琉球民主党

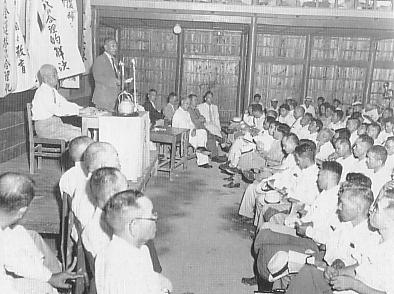
琉球民主党結成式典

沖縄社会大衆党を脱党した比嘉秀平派を中心に、他の無所属議員や保守政党を糾合して1952年8月に結成された「琉球民主党」が、沖縄の保守政党の起源である。
琉球民主党は親米協調路線に立ち、比嘉秀平行政主席の与党として、野党の沖縄社会大衆党や沖縄人民党に対抗した。
ところが、1956年に比嘉秀平が急死すると、後任の当間重剛主席への対応をめぐって、琉球民主党は分裂状態になった。当間主席と政策協定を結んで与党の立場を守るべきとする「当間派」と、党顧問の松岡政保を次期総裁に推戴しようとする「松岡派」の対立である。結局、当分の間は総裁を置かず、集団指導体制で乗り切ることになった。
1958年の第4回立法院議員総選挙では、所属議員の造反で無所属で立候補する者が相次ぎ、琉球民主党は従来の17議席から8議席に激減し大敗した。

### 沖縄自由民主党（第1次）
次期行政主席選出は、立法院の代表者に諮って任命することになり、その受け皿となるために保守合同の動きがにわかに強まった。
そして、当間派・松岡派・保守系無所属議員が合同し1959年10月、「沖縄自由民主党」が結成された。総裁は次期行政主席となる者を推すことになった。
沖縄自由民主党は、行政主席候補者として、当間重剛・大田政作・松岡政保の3人を推薦し、ブース高等弁務官は、大田政作を行政主席に任命した。
第5回立法院議員総選挙で、沖縄自由民主党は22議席を占める大勝をおさめ、大田体制は磐石のものと思われた。しかし、キャラウェイ高等弁務官の就任で一転することになった。
キャラウェイ高等弁務官は、キャラウェイ旋風と呼ばれる強権発動を断行し、それに対して大田主席はそれを是認する姿勢をとり続けたため、西銘順治など党内の反主流派は大田の対米追従ぶりを批判し、遂に1964年6月に反主流派が院内会派「民政クラブ」を、さらに10月には発展解消して「沖縄自由党」を結成、党は分裂することになった。
大田は、この混乱の責任を取って行政主席と党総裁を辞任することになった。

### 民主党
次期行政主席に松岡政保が任命されると、保守勢力再結集が叫ばれるようになった。
新党名については話し合いが難航したが「民主党」とすることに決定、1964年12月に党名を改称した。
民主党は、これまでの立法院議員中心の政党から党員中心の政党への改革を進め、機関紙の定期的発行や理論武装のための勉強会を開催した。

### 沖縄自由民主党（第2次）
民主党の党運営も軌道に乗ったことから、1967年12月に本土の自由民主党に合わせて「沖縄自由民主党」と称することになり、本土自民党との関係を更に深めていった。1970年3月8日、「自由民主党沖縄県支部連合会（自民党沖縄県連）」（初代県連会長：大田政作）となり、発展的解消した。

## 年表
- 1952年3月2日：第1回立法院議員総選挙で19名当選。
- 1952年8月31日：「琉球民主党」結成（初代総裁：比嘉秀平）。
- 1954年3月14日：第2回立法院議員総選挙で12名当選（得票率45.6％）。当初目的としていた立法院の過半数を得る事はできず。
- 1956年3月11日：第3回立法院議員総選挙で16名当選（得票率52.1％）。
- 1958年3月16日：第4回立法院議員総選挙で7名当選（得票率21.0％）。前回議席を大幅に下回る。
- 1959年10月5日：「沖縄自由民主党」結成（総裁：大田政作）
- 1960年11月13日：第5回立法院議員総選挙で22名（得票率48.46％）が当選し、圧勝。
- 1962年11月11日：第6回立法院議員総選挙で17名当選（得票率44.60％）。
- 1964年12月26日：「民主党」結成（総裁：松岡政保）
- 1965年11月14日：第7回立法院議員総選挙で19名当選（得票率47.12％）。
- 1967年12月9日：民主党から「沖縄自由民主党」（総裁：松岡政保）へ党名改称。
- 1968年11月10日：第1回行政主席通常選挙と第8回立法院議員総選挙が行われる。主席選挙では総裁の西銘順治候補が革新統一候補の屋良朝苗候補に敗北、立法院選挙では18議席の現有議席を維持した。
- 1970年3月8日 本土復帰に備え、「自由民主党沖縄県支部連合会（自民党沖縄県連）」（初代県連会長：大田政作）として本土の自民党に合流した。

出典：“「自由民主党沖縄県支部連合会の概要」”.   自由民主党沖縄県支部連合会. 2015年6月4日閲覧。